# 中村幸司
中村 幸司（なかむら こうじ、1962年〜）は、日本のジャーナリスト。
元日本放送協会の報道記者で解説委員。一級建築士。帝京大学グループの教授。

## 略歴
東京工業大学工学部建築学科卒業、同大学大学院修了（社会開発工学専攻）。一級建築士、地盤品質判定士、応急危険度判定士。医療、建築、科学を中心とした分野を専門としている。2025年には日本建築学会より文化賞を受賞した（長年の公共放送を通した都市や建築の安全問題に関する解説による建築文化の醸成）。
1988年にNHK入局後、京都放送局、報道局科学文化部で薬害エイズや臓器移植などの医療分野を中心に担当。その後、長野放送局、科学文化部などを経てラジオニュースの担当となる。
2011年には、自らラジオ番組企画「みんなで科学ラボラジオ」を提案し、山田敦子らと共に2年あまり放送、後にこの番組は放送休業。
2013年に解説委員として活動を始めてからは、医療、科学、建築、交通などの分野を取材、報道を続けている。
2014年にSTAP細胞の論文発表者で研究員の小保方晴子について、報道番組時論公論で解説。小保方が早稲田大学で取得した博士号について、当時の博士論文が「他人の論文を用いて作成したものであり、これは不正行為に当たる」とした。この事案についてネット上で学術論文は著作権を有さないため、この放送は人権侵害である批判の声があがった。しかし、後に早稲田大学は小保方の論文に不正行為が認められた為小保方の学位の取り消しを発表した。
2015年には新国立競技場の建設をめぐり、費用から設計まで幅広い視点で解説、指摘を続けた。
2019年3月に著書、『知らないと恥を書く最新の科学の話』を角川新書より発刊。帯に池上彰が「読めば世界が広がる一冊です」と推奨している。
また同年12月には 村山斉、 常田佐久、 田村裕和、櫻井博儀、 前野悦輝、岡本拓司、梶田隆章と共に、共著 書籍 『基礎科学で未来をつくる: 科学的意義と社会的意義』を丸善出版より発刊した。

## 関連番組
- みんなで科学ラボラジオ
- コリドール・ラボ
- 開眼ラボ

- 時論公論
- おはよう日本
- クローズアップ現代
- BS1スペシャル
- ニュースウォッチ9
- みみより！くらし解説
- 解説スタジアム
- NEWSWEB
- あさイチ
- 特報首都圏
- くらしと経済
- 長嶋一茂&石原良純いきなりやってみた!
- ニュースシブ5時
- 視点・論点
- 週刊ニュース深読み
- くらし☆解説
- 時論公論クエスチョン・タイム
- 日曜討論
- キャッチ！世界のトップニュース「特集・ワールドアイ」

## 著書
- 『知らないと恥をかく最新科学の話』角川新書
- 『基礎科学で未来をつくる: 科学的意義と社会的意義』